# HMS Marlborough (1767)
Pour les autres navires du même nom, voir HMS Marlborough.
Le HMS Marlborough est un vaisseau de 74 canons en service dans la Royal Navy. Lancé le 26 août 1767 à Deptford, il combat lors des guerres d'Indépendance américaine et de la Révolution française. Il fait naufrage au large de Belle-Île en novembre 1800.

## Service actif
Au printemps 1794, le Marlboroughparticipe à la bataille du 13 prairial an II. Suivant strictement les ordres de Richard Howe, il coupe la ligne française et attaque à outrance.

## Naufrage
Le 3 novembre 1800, alors qu'il croise en mer au large de Belle-Île-en-Mer, une tempête jette le Marlborough sur des récifs. Ne parvenant pas à dégager son navire, le capitaine Thomas Sotheby demande le secours du Captain, qui parvient à sauver l'intégralité des 600 hommes d'équipage.

## Sources
- (en) Cet article est partiellement ou en totalité issu de l’article de Wikipédia en anglais intitulé « HMS Marlborough (1767) » (voir la liste des auteurs).
- (en) Terence Grocott, Shipwrecks of the Revolutionary and Napoleonic Eras, Londres, Chatham Publishing (ISBN 978-1-86176-030-2 et 1-86176-030-2)
- Guy Le Moing, Les 600 plus grandes batailles navales de l'Histoire, Rennes, Marines éd., 2011, 619 p. (ISBN 978-2-35743-077-8)